# Ella – Verflixt & zauberhaft
Ella – Verflixt & zauberhaft (eng. Originaltitel Ella Enchanted) ist ein Film von Tommy O’Haver aus dem Jahr 2004. Der Film ist eine Mixtur aus Märchen, Fantasy und Komödie und basiert auf dem Roman Ella, verzaubert (engl. Originaltitel Ella Enchanted) der US-amerikanischen Schriftstellerin Gail Carson Levine aus dem Jahr 1997. Der vorwiegend in den Ardmore Studios im irischen Bray gedrehte Film verfügte über ein Budget von 35 Millionen Dollar. Kommerziell gesehen spielte der Film nur einen Teil seiner Kosten in den USA ein (22,9 Mio. Dollar). In Deutschland wurde der Film ab dem 17. Oktober 2005 auf DVD vertrieben.

## Handlung
Ella von Frell lebt in einem Märchenland, in dem sie als Kind eine besondere Gabe, die des Gehorsams, von der Fee Lucinda bekommt. Nach dem Tod ihrer Mutter, die ihr sterbend befiehlt, niemandem von der "Gabe" zu erzählen, und der erneuten Heirat ihres Vaters bekommt sie neben einer bösen Stiefmutter noch zwei bösartige Stiefschwestern, die dem Fanclub des Prinzen Char angehören. Als die Stiefschwestern ihre Gabe bemerken und zu Ellas Nachteil ausnutzen, muss Ella endgültig feststellen, dass ihre Gabe ein Fluch ist. So zieht sie los, um Lucinda zu finden und von ihrer Gabe entbunden zu werden.
Unter der Regentschaft von Chars Onkel, Sir Edgar, werden Teile der Bevölkerung unterdrückt: die Oger als gemeine Menschenfresser geächtet, die Riesen versklavt und die Elfen dürfen nichts tun außer singen und tanzen. Nachdem der davon nichts ahnende Char Ella, die sich nichts aus ihm macht, zweimal das Leben rettet, finden sie langsam zueinander. Als sein Onkel erfährt, dass Char Ella einen Heiratsantrag machen will, befiehlt er Ella, seinen Neffen zu erdolchen. Schon einmal hat er sich eines Menschen entledigt und es jemand anderem in die Schuhe geschoben: die Ermordung seines Bruders, des ehemaligen Königs, den Ogern. Ella erfährt von Lucinda, der sie letztendlich begegnet, dass sie ihre Gabe selbst loswerden kann. Den Dolch in der Hand, dem Befehl Sir Edgars in Liebe zu Prinz Charmont widerstrebend, entsagt Ella mit Willenskraft ihrer Gabe. Sir Edgar lässt sie trotzdem wegen Mordversuchs einsperren, und Prinz Char ist verwirrt. Als Ella herausfindet, dass Sir Edgar die Krone für Chars Krönung vergiftet hat, um selbst König zu werden, bricht sie mit der Hilfe von Elfen-, Riesen- und Ogerfreunden aus und platzt in die Krönungszeremonie. Char erzählt sie die Wahrheit über seinen Onkel, und der gesteht alles. In der Meinung, der einzig wahre König zu sein, setzt er sich die Krone auf. Aber er hat vergessen, dass sie vergiftet ist, und bricht tot zusammen. Ella und Char, der neue König, heiraten.

## Synchronisation
Für das Dialogbuch und die Dialogregie war Ursula von Langen im Auftrag der FFS Film- & Fernseh-Synchron GmbH in München zuständig.
| Rolle                | Darsteller/in   | Synchronsprecher/in      |
| -------------------- | --------------- | ------------------------ |
| Ella                 | Anne Hathaway   | Shandra Schadt           |
| Ellas Mutter         | Donna Dent      | Susanne von Medvey       |
| Prinz Charmont       | Hugh Dancy      | Pascal Breuer            |
| Sir Edgar            | Cary Elwes      | Axel Malzacher           |
| Slannen              | Aidan McArdle   | Hubertus von Lerchenfeld |
| Dame Olga            | Joanna Lumley   | Manuela Renard           |
| Hattie               | Lucy Punch      | Veronika Neugebauer      |
| Olive                | Jennifer Higham | Anke Kortemeier          |
| Mandy                | Minnie Driver   | Alexandra Ludwig         |
| Benny                | Jimi Mistry     | Claus-Peter Damitz       |
| Lucinda Perryweather | Vivica A. Fox   | Sandra Schwittau         |
| Areida               | Parminder Nagra | Laura Maire              |
| Nish, der Oger       | Jim Carter      | Thomas Rauscher          |
| Oger 2#              |                 | Andreas Borcherding      |
| Sir Peter            | Patrick Bergin  | Walter von Hauff         |
| Riesin Brumhilda     | Heidi Klum      | Julia Haacke             |
| Heston               | Steve Coogan    | Ulrich Frank             |
| Fairy Administrator  | Amelia Crowley  | Elisabeth von Koch       |
| Erzähler             | Eric Idle       | Arne Elsholtz            |

## Kritiken
„Die modernisierte Neuauflage des Aschenputtel-Märchens würzt die Geschichte mit allerlei Anachronismen und unterhält solide auf überschaubarem Fantasy-Niveau.“

„Bunt und effektiv: Trotz eher naiver Tricks gefällt diese humorvoll-charmante ‚Aschenputtel‘-Variante mit schrägen Gags. Ans Herz gelegt allen Romantikern und Magiefans, die sich für ‚Shrek‘ oder ‚Harry Potter‘ begeistern.“

„So bietet ‚Ella‘ sowohl für Fans der leichten Kost, als auch für all diejenigen, die sich nicht dafür zu schade sind, auch in einem Kinderfilm nach Substanz zu suchen, beste Unterhaltung.“

„Nicht jeder Einfall mag ein Treffer sein, und einen einheitlichen Ton sucht man vergeblich. Jüngere Mädchen, denen ‚Plötzlich Prinzessin‘ oder ‚Freaky Friday‘ ebenso gefallen hat wie ‚Harry Potter‘, werden von der kecken Story dennoch angetan sein, zumal Anne Hathaway – begleitet von namhaften, aber nicht übermäßig viel beschäftigten Darstellern […] – über die volle Laufzeit eine tolle Figur abgibt.“